# Placodothis petrakii
Placodothis petrakii är en svampart som beskrevs av Syd. 1928. Placodothis petrakii ingår i släktet Placodothis, divisionen sporsäcksvampar och riket svampar.   Inga underarter finns listade i Catalogue of Life.